# Леондинг
Леондинг град је у Аустрији, смештен у северном делу државе. Леондинг је четврти по величини град у покрајини Горњој Аустрији, али као предграђе великог града Линца не поседује сопствени округ, већ припада округу Линц-Земља.

## Природне одлике
Леондинг се налази у северном делу Аустрије, на око 240 км удаљености од престонице Беча. Насеље је првобитно било село на јужној обали Дунава у близини Линца, да би се од 19. века се урбанизовало као предграђе на западном ободу градске зоне овог значајног града.

## Становништво
| 1971.  | 1981.  | 1991.  | 2001.  | 2011.  |
| ------ | ------ | ------ | ------ | ------ |
| 14.968 | 19.389 | 21.209 | 22.203 | 25.295 |

По процени из 2016. у граду је живело 28081 становника. Пре једног века град је имао знатно мање становника. Последњих деценија својим растом ка Линцу спојио се са главним градом.